# Bébé Manga
Elizabeth Bessem Ayamo Manga (* um 1951 in Mamfe, Kamerun; † 1. Juli 2011 in Douala), auch bekannt als Bébé Manga, war eine kamerunische Makossa-Sängerin. Ihr bekanntester Song ist „Ami O“. Sie gilt als eine der bekanntesten Makossa-Sängerinnen der 80er Jahre. In Côte d’Ivoire gaben ihr Journalisten wegen ihrer besonderen Stimme den Namen Bébé Manga. Ihre Karriere begann sie im Nachtclub „Son de Guitar“ in Abidjan. Sie wurde in den „Top D'or 2005“ in Abidjan als eine der besten afrikanischen Künstlerinnen aller Zeiten gefeiert. Bébé Manga starb im Alter von 60 Jahren am 1. Juli 2011 auf dem Weg ins Krankenhaus an einem Herzinfarkt.